# Bitwa pod Żurawnem
Bitwa pod Żurawnem miała miejsce od 25 września do 14 października 1676 podczas wojny polsko-tureckiej (1672–1676).

## Wstęp
W sierpniu 1676 wojska turecko-tatarskie wkroczyły na Pokucie. Król Jan III Sobieski (około 20 tysięcy żołnierzy) wyszedł naprzeciw Turkom i Tatarom (około 40 tysięcy żołnierzy), ciągnącym pod Stanisławów. Dnia 24 września jazda polska starła się z Tatarami pod Wojniłowem i Dołhą, po czym cofnęła się do Żurawna.

## Obóz
Wojsko polskie założyło w Żurawnie warowny obóz, osłonięty z tyłu i lewego boku przez Dniestr, a z frontu przez Krechówkę. Dowódcą szańca nad Dniestrem był Eliasz Jan Łącki. W dniach 24–26 września nadciągnęli Tatarzy z chanem Selimem Girejem, a 28–29 września Turcy pod wodzą Ibrahima Szejtana. Dnia 29 września król zmieszawszy piechotę z jazdą, wysunął wojsko między reduty przed obozem. Turcy bezskutecznie usiłowali odciągnąć wojsko polskie od wałów.

## Oblężenie
Zrezygnowawszy z walnej bitwy, Turcy przystąpili do prac oblężniczych. Od 5 października intensywnie ostrzeliwali obóz polski z ciężkich dział. Wojsko polskie znalazło się w trudnej sytuacji, ponosiło znaczne straty od ognia tureckiej artylerii, miało odcięty dowóz żywności i paszy. W nocy 13 października wojsko polskie opuściło stare reduty i przeszło do nowych, bliżej obozu. Turcy podsunęli swoje aprosze i baterie na strzał pistoletowy od szańców polskich.
W trakcie oblężenia dowódca artylerii polskiej Marcin Kazimierz Kątski rozkazał swoim podwładnym zabrać z pobliskiego zamku stary moździerz oraz pozbierano granaty. Wystrzały z moździerzy zaniepokoiły Turków, którzy wiedzieli, że Polacy nie mieli wcześniej moździerzy, więc wpoiło to w nich przekonanie, że nadeszła odsiecz.

## Rozejm
Zacięta obrona obozu, duże straty w szeregach tureckich i kolportowane przez Polaków wieści o nadchodzącej odsieczy skłoniły Ibrahima Szejtana do podjęcia rokowań. Dnia 14 października zawarto zawieszenie broni, a 17 października podpisano rozejm przyznający Rzeczypospolitej część terytoriów utraconych traktatem w Buczaczu (1672). Turcja zrezygnowała również z haraczu.